# Terry Clarke
Terence Michael Clarke (Vancouver, 20 augustus 1944) is een Canadees jazzdrummer.

## Biografie
Clarke speelde vanaf 12-jarige leeftijd drums. In zijn geboorteplaats trad hij op met Chris Gage, David Robbins en Barney Kessel, maar ook vaak met de bassist Don Thompson. In 1965 verhuisde hij met deze naar San Francisco, nadat beiden werden uitgenodigd om lid te worden van het kwintet van John Handy. Ze namen ook deel aan het veel gerespecteerde optreden van de band tijdens het Monterey Jazz Festival (livealbum). In 1967 werd Clarke lid van The Fifth Dimension. In 1970 keerde hij terug naar Canada om als studiomuzikant te werken. Hij toerde ook met Jim Hall (sinds 1976) en met Oscar Peterson (sinds 1981). Verder speelde hij met Emily Remler en was hij lid van Rob McConnells Brass Big Band. In 1985 verhuisde hij naar New York, waar hij werkte met Jim Hall, Ed Bickert, Doc Cheatham, Buddy Tate, Helen Merrill, Toots Thielemans en Mark Murphy. Hij was verder lid van het Jazz Orchestra von Toshiko Akiyoshi. Met Jay Leonhart, Gary Burton en Joe Beck speelde hij het album Four Duke (1995) in. In 2000 keerde hij terug naar Toronto, waar hij Rob McConnell ondersteunde bij de formatie van diens tentet en met de band een met Juno Award onderscheiden album inspeelde.
Clarke is buitengewoon professor aan de University of Toronto. In 2002 werd hij bij de Canadian National Jazz Awards onderscheiden als «drummer van het jaar».